# 高橋進 (アナウンサー)
高橋 進（たかはし すすむ、1951年11月11日 - ）は、日本のアナウンサー。
神奈川県横浜市出身。東京農業大学造園学科卒業。血液型A型。ゆとりある人柄と、ゆとりのありすぎる舌の回転を持つのが特徴。

## 来歴・人物
大学卒業後は造園師。1976年4月、TBSにアナウンサー16期生として入社（同期には生島博・鈴木順・松宮一彦）。提供アナウンスや数々の番組に出演していた。その後テレビ報道局、企画事業部、宣伝部、施設管理部などを歴任。2011年に還暦を迎えた後も株式会社TBSテレビに在籍。TBSテレビ総務局CSR推進部にて社会貢献・環境対策を担当する他、生き物文化誌学会常任理事、生物多様性プロジェクト赤坂みつばちあ事務局代表としてフランスからの食育を蜂蜜も使い味覚の授業として協力している。

## 出演番組
- ザ・ベストテン（TBSテレビ）中継追っかけマン
- 11時にあいましょう「園芸コーナー」（1978年、TBSテレビ）
- テレフォン身の上相談（1980年、TBSラジオ）[8]
- NISSANミッドナイトステーション（1980年、TBSラジオ）[9]
- 日本縦断歌の旅（1980年、TBSラジオ）[8]
- 慶子のラブリーナイト（1980年、TBSラジオ）[8]
- パノラマワイド ヨーイドン!（1981年、TBSラジオ）[8]
- 朝のワイドX（1981年、TBSテレビ）[9][8]
- 夕やけロンちゃん（1981年、TBSテレビ）[8]
- モーニングジャンボ（1982年、TBSテレビ）[8]
- 楠田枝里子のスバルトワイライトジョッキー（1983年、TBSラジオ）[8]
- あんたが出番!面白Q（1984年、TBSテレビ）[9][8]
- EXPOスクランブル（1984年、TBSテレビ）[8]
- サンデー・ライフコンサート（1985年、TBSラジオ）[8]
- 朝のホットライン（1985年、TBSテレビ）[9][8]
- キッチンパトロール（1985年、TBSテレビ）代理司会[注釈 2]
- JNNフラッシュニュース（TBSテレビ）
- ウィークエンドネットワーク（1990年、TBSラジオ）
- ビッグモーニング（TBSテレビ）
- すいすいサタデー（1992年、TBSラジオ）[8]
- 高橋進の土曜夕刊TBS（1993年、TBSラジオ）[9][8]
- サタデーレジャー情報（1994年、TBSラジオ）[9][8]
- 竹村健一 パイプ片手に（TBSラジオ）聞き手
- 全国子供電話相談室（TBSラジオ）植物担当の回答者